# Architects' Journal
Architectss' Journal (дослівно: журнал архітекторів) — це архітектурний журнал, що видається в Лондоні медіагрупою «Metropolis International».

## Історія
Перше видання було випущено в 1895 році. З 1906 до 1910 року журнал називався The Builder's Journal and Architectural Record. Згодом він був перейменований на The Architects and Builder's Journal у 1911 р. У 1919 році отримав свою теперішню назву.
Журнал був придбаний медіагрупою Metropolis International у компанії Ascential 1 червня 2017 року. Причиною частково стало те, що Ascential планувала припинити друковане видання, зосередившись лише на цифровому форматі.
Architectss' Journal продовжує друкуватися 24 рази на рік. Його онлайн-версія виступає в ролі вебсайту новин на тему архітектури.
У 2018 році журнал архітекторів став переможцем конкурсу: PPA Business Magazine of the Year.